# Sân bay Koudougou
Sân bay Koudougou (ICAO: DFCK) là một sân bay ở Koudougou, Burkina Faso.